# Municipio de Glendale (Dakota del Norte)
El municipio de Glendale (en inglés: Glendale Township) es un municipio ubicado en el condado de Logan en el estado estadounidense de Dakota del Norte. En el año 2010 tenía una población de 55 habitantes y una densidad poblacional de 0,58 personas por km².

## Geografía
El municipio de Glendale se encuentra ubicado en las coordenadas 46°35′49″N 99°42′35″O / 46.59694, -99.70972. Según la Oficina del Censo de los Estados Unidos, el municipio tiene una superficie total de 95.15 km², de la cual 94,99 km² corresponden a tierra firme y (0,16 %) 0,16 km² es agua.

## Demografía
Según el censo de 2010, había 55 personas residiendo en el municipio de Glendale. La densidad de población era de 0,58 hab./km². De los 55 habitantes, el municipio de Glendale estaba compuesto por el 90,91 % blancos y el 9,09 % eran de una mezcla de razas. Del total de la población el 0 % eran hispanos o latinos de cualquier raza.